# The Foundations
The Foundations [faʊnˈdeɪʃənz] waren eine Soulband. Sie wurde im Januar 1967 in London gegründet.
Die Besetzung war international: Dale kam aus Dominica, Burke und Elliott waren beide Jamaikaner, Gomez kam von Sri Lanka, Curtis aus Trinidad; Warner, Macbeth und Harris waren gebürtige Engländer.

## Geschichte
Bereits im Herbst 1967 wurde die Single Baby Now That I’ve Found You ein Bestseller. Auch die Nachfolgesingle Back on My Feet Again schaffte es 1968 immerhin unter die Top 20. Das Debütalbum From the Foundations hingegen verkaufte sich nicht gut. Die nächste Single Any Old Time You’re Lonely and Sad kam unter die Top 30 und der Nachfolger Build Me Up, Buttercup, geschrieben von Mike d’Abo, wurde zum Millionenseller. Curtis schied bald darauf aus, für ihn kam Colin Young aus Barbados. Die Single In the Bad Bad Old Days schaffte es dann Anfang 1969 noch einmal in die Top 10, My Little Chickadee und Born to Live and Born to Die waren nur noch auf hinteren Plätzen in den Charts vertreten. 1970 lösten sich die Foundations auf.
Der Sänger der Gruppe, Clem Curtis, der nach seinem Abschied eine Solokarriere startete, starb am 27. März 2017 im Alter von 76 Jahren an den Folgen von Lungenkrebs.

## Diskografie

### Alben
| Jahr | Titel                 | Höchstplatzierung, Gesamtwochen, AuszeichnungChartplatzierungen (Jahr, Titel, Platzierungen, Wochen, Auszeichnungen, Anmerkungen) | Höchstplatzierung, Gesamtwochen, AuszeichnungChartplatzierungen (Jahr, Titel, Platzierungen, Wochen, Auszeichnungen, Anmerkungen) | Anmerkungen |
| Jahr | Titel                 | DE | US | Anmerkungen |
| ---- | --------------------- | --- | --- | ----------- |
| 1968 | From the Foundations  | DE34 (8 Wo.)DE | — |             |
| 1969 | Build Me Up Buttercup | — | US92 (11 Wo.)US |             |

Weitere Alben
- 1968: Rocking The Foundations
- 1969: Digging the Foundations

### Singles
| Jahr | Titel Album                                                           | Höchstplatzierung, Gesamtwochen, AuszeichnungChartplatzierungen (Jahr, Titel, Album, Platzierungen, Wochen, Auszeichnungen, Anmerkungen) | Höchstplatzierung, Gesamtwochen, AuszeichnungChartplatzierungen (Jahr, Titel, Album, Platzierungen, Wochen, Auszeichnungen, Anmerkungen) | Höchstplatzierung, Gesamtwochen, AuszeichnungChartplatzierungen (Jahr, Titel, Album, Platzierungen, Wochen, Auszeichnungen, Anmerkungen) | Anmerkungen                           |
| Jahr | Titel Album                                                           | DE | UK | US | Anmerkungen                           |
| ---- | --------------------------------------------------------------------- | --- | --- | --- | ------------------------------------- |
| 1967 | Baby, Now That I Found You From the Foundations                       | DE33 (3 Wo.)DE | UK1 (16 Wo.)UK | US11 (13 Wo.)US | Erstveröffentlichung: 25. August 1967 |
| 1968 | Back on My Feet Again Rocking The Foundations                         | — | UK18 (10 Wo.)UK | US59 (6 Wo.)US |                                       |
| 1968 | Any Old Time (You’re Lonely and Sad) Rocking The Foundations          | — | UK48 (2 Wo.)UK | — |                                       |
| 1968 | Build Me Up Buttercup                                                 | DE24 (9 Wo.)DE | UK2 ×2Doppelplatin · (16 Wo.)UK | US3 Gold · (15 Wo.)US |                                       |
| 1969 | In the Bad Bad Old Days (Before You Loved Me) Digging the Foundations | — | UK8 (10 Wo.)UK | US51 (7 Wo.)US |                                       |
| 1969 | Born to Live, Born to Die –                                           | — | UK46 (3 Wo.)UK | — |                                       |
| 1969 | My Little Chickadee Digging the Foundations                           | — | — | US99 (2 Wo.)US |                                       |

## Auszeichnungen für Musikverkäufe
| Goldene Schallplatte - Spanien - 2024: für die Single Build Me Up Buttercup | 3× Platin-Schallplatte - Neuseeland - 2024: für die Single Build Me Up Buttercup |

Anmerkung: Auszeichnungen in Ländern aus den Charttabellen bzw. Chartboxen sind in ebendiesen zu finden.
| Land/RegionAuszeichnungen für Musikverkäufe (Land/Region, Auszeichnungen, Verkäufe, Quellen) | Gold     | Platin     | Verkäufe  | Quellen             |
| -------------------------------------------------------------------------------------------- | -------- | ---------- | --------- | ------------------- |
| Neuseeland (RMNZ)                                                                            | —        | 3× Platin3 | 90.000    | radioscope.co.nz    |
| Spanien (Promusicae)                                                                         | Gold1    | —          | 30.000    | elportaldemusica.es |
| Vereinigte Staaten (RIAA)                                                                    | Gold1    | —          | 1.000.000 | riaa.com            |
| Vereinigtes Königreich (BPI)                                                                 | —        | 2× Platin2 | 1.200.000 | bpi.co.uk           |
| Insgesamt                                                                                    | 2× Gold2 | 5× Platin5 |           |                     |